# Бугуруслан
Бугурусла́н (рос. Бугуруслан) — місто, адміністративний центр Бугурусланського району та Бугурусланського міського округу Оренбурзької області, Росія.

## Географія
Місто розташовано на південних схилах Бугульминсько-Белебеївської височини, на річці Великий Кінель. До Оренбургу — 360 км на південний схід.

## Історія

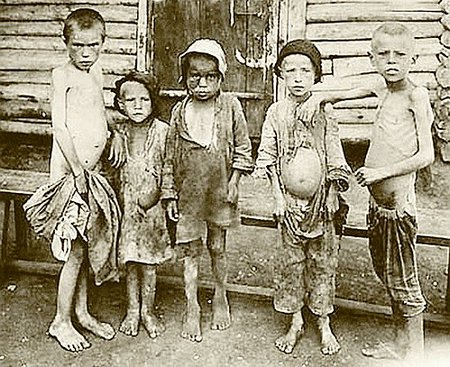
Дітлахи під час голоду в СРСР. Бугуруслан, 1921

Заснований 1748 року на анексованих територіях Башкортостану. З 1781 року — центр повіту Уфимської області. Після падіння Російської імперії в 1917 році, місто опинилося в епіцентрі боїв білих та червоних армій.
У 2013 році міським головою Бугуруслана став випускник Томського політехнічного інституту Володимир Бер.

## Населення
Населення — 50226 осіб (2010; 54313 у 2002).
Одне з компактних місць проживання ерзян, волзьких татар. Велика мусульманська громада.

## Зв'язки з Україною
- У місті діє Бугурусланський театр драми, який носить ім'я українця Миколи Гоголя.
- У Бугурусланському краєзнавчому музеї зберігається поважна колекція творів українського художника Миколи Самокиша.

## Постаті
У місті народилися
- Калашников Юрій Васильович (1924—1992) — радянський військовик, учасник Другої світової війни. Повний кавалер ордена Слави.
- Левенець Юрій Анатолійович (1961—2013) — український політолог та політтехнолог.